# لونکینگ
لونکینگ (انگلیسی: Lonking) شرکت ساخت‌وساز چینی است، که در سال ۱۹۹۳ تأسیس شد.